# Big Stone Gap
Big Stone Gap – miasto w Stanach Zjednoczonych, w stanie Wirginia, w hrabstwie Wise.